# Ana Abina
Ana Abina, slovenska rokometašica, * 30. julij 1997, Ljubljana.
Ana je članica RK Krim Mercator in slovenske reprezentance.
Tudi njena sestra, Ema Abina, je rokometašica.